# Dictya umbroides
Dictya umbroides är en tvåvingeart som beskrevs av Charles Howard Curran 1932. Dictya umbroides ingår i släktet Dictya och familjen kärrflugor. Inga underarter finns listade i Catalogue of Life.